# Zermizinga boreophilaria
Zermizinga boreophilaria là một loài bướm đêm trong họ Geometridae.